# 요충목
요충목(蟯蟲目, Oxyurida)은 쌍선충강에 속하는 기생성 선형동물 목 분류군이다. 4개 과로 이루어져 있으며, 사람의 몸에 기생하는 요충(Enterobius vermicularis)을 포함하고 있다.

## 하위 분류
- 이형요충과 (Heteroxynematidae) - 쥐대장요충 (Aspiculuris tetraptera) 포함.
- 요충과 (Oxyuridae) - 요충 (Enterobius vermicularis) 포함.
- Pharyngodonidae
- Thelastomatidae